# Estación de Bac de Roda
Bac de Roda es el nombre de una estación de la línea 2 del Metro de Barcelona situada en el distrito de San Martín de Barcelona, inaugurada en 1997. La estación se ubica bajo la rambla de Guipúzcoa, entre la calle Bac de Roda y la calle Fluviá, con un acceso en cada lado.

## Historia
La estación de Bac de Roda entró en servicio el 20 de septiembre de 1997, con la prolongación de la línea 2 desde la Estación de Sagrada Familia hasta La Pau. El acto inaugural estuvo presidido por el alcalde de Barcelona, Pasqual Maragall y el presidente de la Generalidad de Cataluña, Jordi Pujol.

## Líneas
| << cabecera | < estación | línea | estación > | cabecera >>           |
| ----------- | ---------- | ----- | ---------- | --------------------- |
| Metro       |            |       |            |                       |
| Paral·lel   | El Clot    |       | Sant Martí | Badalona Pompeu Fabra |